# Cartografia nautica

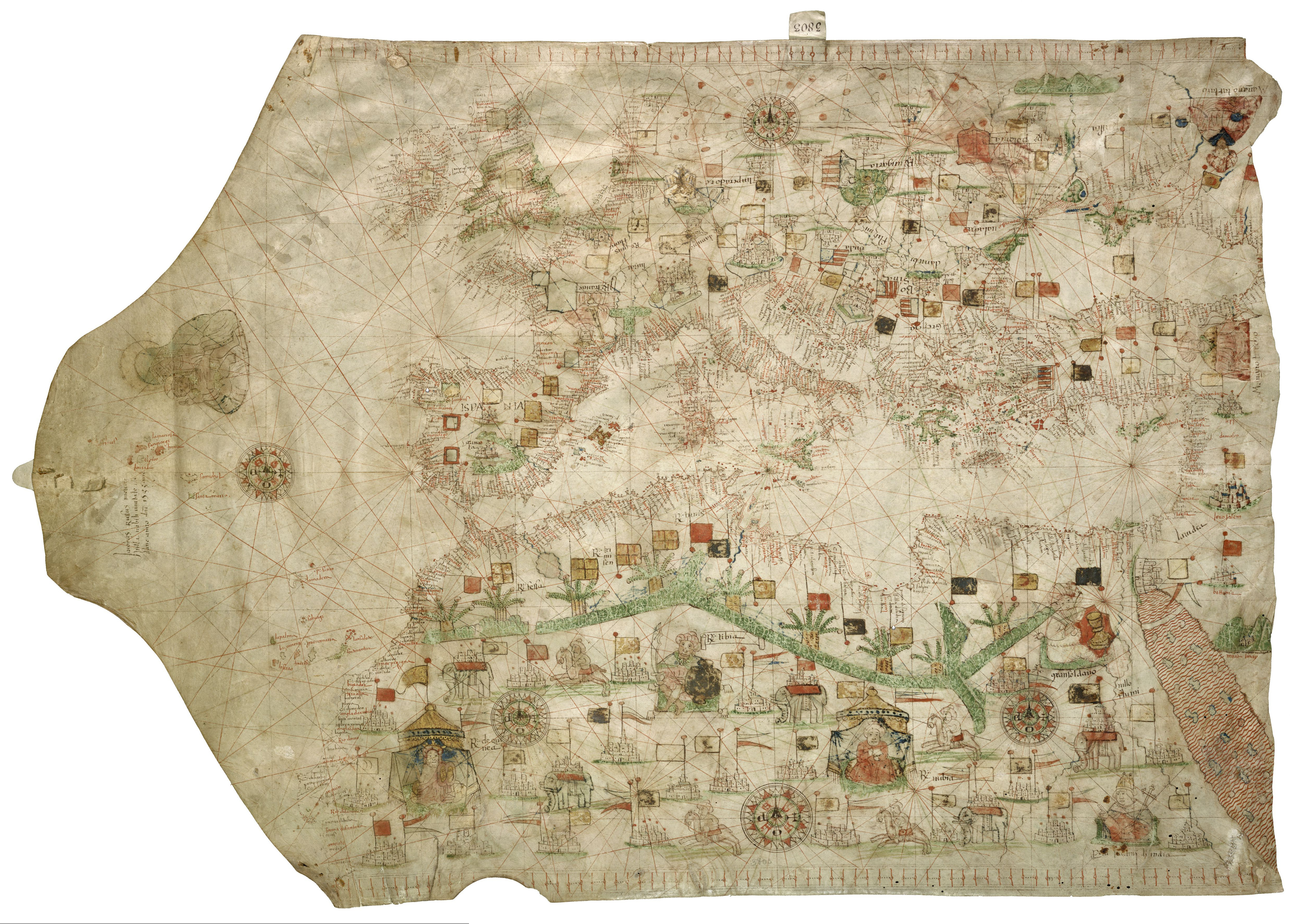
Carta nautica del 1533

La cartografia nautica è l'insieme di conoscenze scientifiche, tecniche e artistiche finalizzate alla rappresentazione simbolica, ma veritiera di informazioni geografiche di supporto alla navigazione, su supporti piani (carte nautiche) o sferici (globi).

## Storia della cartografia nautica

### L'assenza di cartografia prima del 1200
L'assenza di documenti nautici dei secoli prima del 1200 ha creato molte perplessità agli studiosi sul fatto che i popoli conquistatori, come i Fenici, i Greci e i Romani, possano non aver avvertito l'esigenza di una cartografia nautica.
Una tesi sviluppatasi negli ultimi anni prende in considerazione sia le perdite dovute ad alcuni naufragi e al materiale scrittorio deperibile, sia l'ipotesi che i navigatori di quell'epoca costruissero carte nautiche nel corso della navigazione, ma non le ritenessero meritevoli di essere conservate.

### L'epoca delle Repubbliche marinare

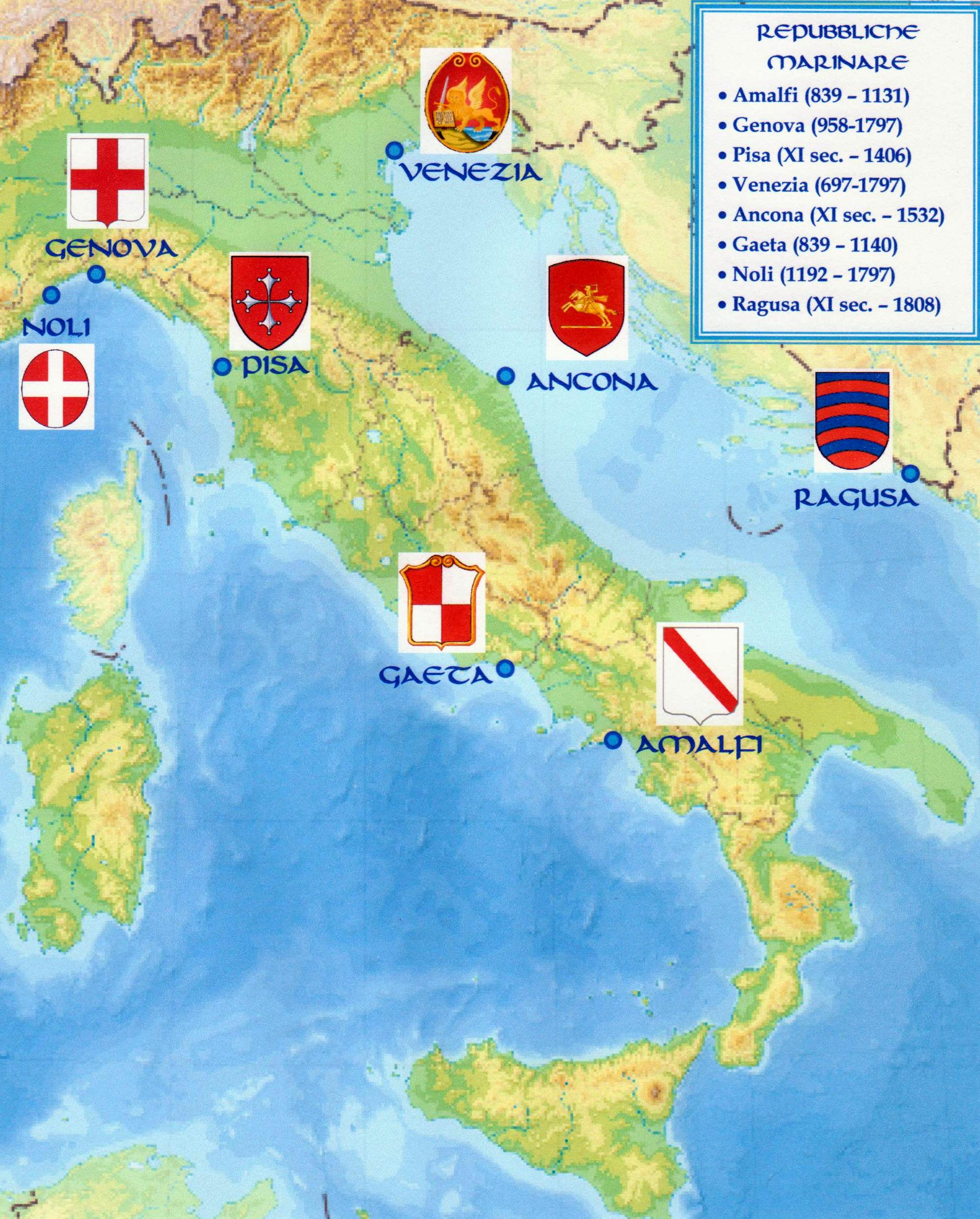
Le repubbliche marinare

L'Italia, per la sua posizione centrale all'interno del bacino del Mediterraneo, è stata terra d'origine di questa disciplina, attestata a partire dal tardo Medioevo. L'epoca delle Repubbliche marinare, in particolare, fu un periodo fiorente per la cartografia nautica: la più antica carta giunta sino a noi, la Carta pisana, è stata redatta a Pisa, Genova o Venezia, mentre le carte nautiche del XIV e del XV secolo a noi pervenute appartengono tutte alle scuole di Genova, di Venezia e di Ancona.
Del periodo intercorso tra il XIII e il XV secolo sono sopravvissute circa 180 carte nautiche, in gran parte di produzione italiana, anche se non si hanno elementi per poterne verosimilmente ipotizzare la produzione effettiva, se non la loro menzione su inventari o atti notarili.

#### La Carta pisana

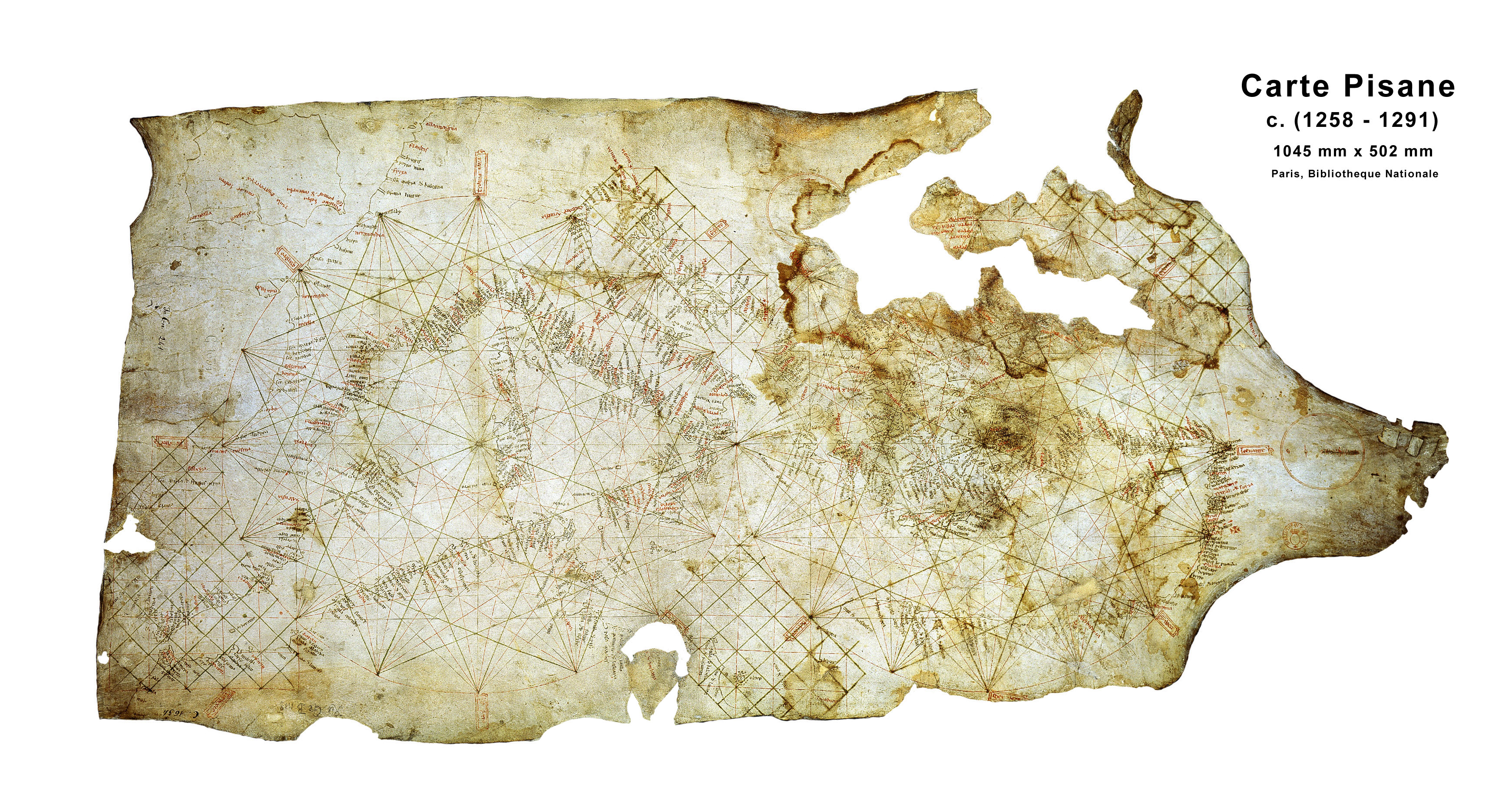
Carta Pisana

La più antica carta nautica giunta ai giorni nostri è la Carta pisana, anonima e non datata, ma attribuita alla metà del XIII secolo da Raimondo Bacchisio Motzo, che stabilì anche l'interdipendenza tra questa carta ed il precedente Compasso da navegare. La carta fu così chiamata perché originariamente rinvenuta a Pisa, anche se poi confluì nella Biblioteca nazionale di Francia di Parigi. Non si sa con precisione il luogo ove fu prodotta, ma gli studiosi pensano che comunque provenga da una delle repubbliche marinare.
Disegnata con grande precisione, la carta, disorientata verso est, rappresenta il Mar Mediterraneo e vi è compreso il Mar Nero. Il Mediterraneo invece risulta fitto di toponimi perpendicolari alla costa, alcuni in nero ed altri, probabilmente i più importanti per l'epoca, in rosso.
La costa sull'Oceano Atlantico oltre Gibilterra risulta schematica e il sud dell'Inghilterra appena riconoscibile. Nel collo della pergamena è disegnata una scala delle distanze. Il disegno contiene inoltre un fitto reticolo di "rombi" che si intersecano a partire da punti d'intersezione regolarmente distribuiti, formanti due circonferenze tangenti, l'una nel bacino occidentale e l'altra in quello orientale.

#### Scuola cartografica di Genova
A Genova la Repubblica retribuiva i cartografi per trattenerli ed evitare di istruire allievi alla loro arte. I cartografi però avevano come caratteristica la mobilità tipica della gente di mare. Pietro Vesconte si spostò da Genova a Venezia, come il concittadino Battista Agnese.

#### Scuola cartografica di Ancona

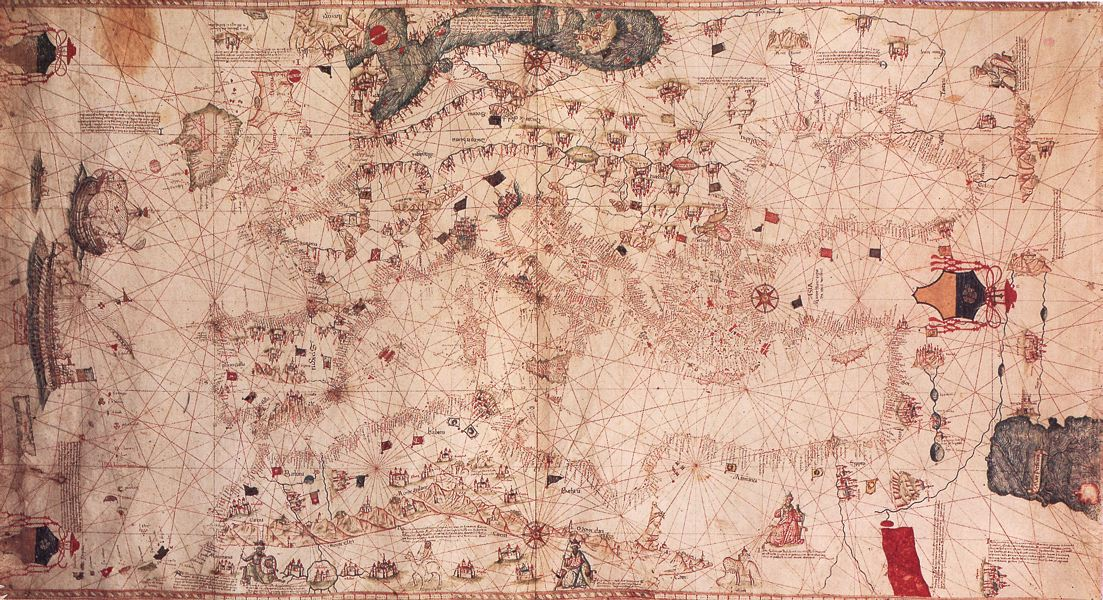
Carta nautica del Mediterraneo del cartografo anconitano Grazioso Benincasa (1492)

Un'altrettanto importante scuola cartografica si sviluppava nella Repubblica di Ancona, di cui era originario il navigatore cartografo Grazioso Benincasa autore di almeno ventidue opere certe, prodotte nella seconda metà del XV secolo. Tra queste la carta del 1492, importante perché basata su ricerche originali e perché testimonia le conoscenze che si avevano nell'anno della scoperta dell'America.

#### Scuola cartografica di Venezia
La Repubblica di Venezia doveva gestire economicamente e politicamente territori vicini e lontani, tutti affacciati sul mare; per questo motivo si sviluppa nella città lagunare l'esigenza di produrre carte nautiche, che erano insieme strumento pratico e simbolo di grandezza e potere. Una produzione particolare furono gli isolari, composti da carte di singole isole e di arcipelaghi, a metà strada tra portolani e cartografia storico-descrittiva

### La cartografia nautica dell'Italia meridionale
Dal XVI secolo anche nel Meridione iniziò una produzione di cartografia nautica, principalmente a Napoli e a Messina, che fu centro prolifico fino al XVII secolo, soprattutto per effetto dell'immigrazione di cartografi ebrei e di Maiorca.

### Il Seicento olandese
La concomitanza di favorevoli circostanze sociali e politiche, che favorirono benessere e rinascita culturale dei Paesi Bassi nel XVII secolo, impresse un grande impulso all'attività tipografica, così come alla geografia e alla cartografia che annoverarono una pluralità di autori le cui incisioni, arricchite di raffigurazioni di carattere mitologico e allegorico, spesso incorniciate da vignette, costituiscono ottimi esempi di arte grafica del periodo.
Tra questi, uno dei rappresentanti di spicco fu senz'altro Petrus Plancius, cartografo ufficiale della Compagnia Olandese delle Indie Orientali e fautore dello sviluppo marittimo e commerciale olandese; a questi cartografi si affiancavano incisori di fama come, ad esempio, Peter van den Keere, cognato di Jodocus Hondius. Peraltro, l'Olanda aveva dato i natali anche a Gerardo Mercatore, che definì le raccolte cartografiche con il nome di Atlante, mitologico Titano condannato per l'eternità a sostenere la volta del cielo affinché non cadesse sulla Terra, ma poi raffigurato, per una distorsione della leggenda, con l'intero globo terrestre sulle spalle.
Per l'intero XVII secolo lo scenario della cartografia olandese fu dominato dalla famiglia di cui fu capostipite Willem Janszoon Blaeu, dapprima apprendista presso il grande astronomo danese Tycho Brahe nell'osservatorio di Hven, poi nel 1596 ideatore di un laboratorio ad Amsterdam, con cui conquistò la fama, prima come costruttore di strumenti e di globi terrestri e, poi, come produttore ed editore di cartografia.
Nel 1604 Blaeu pubblicò una carta dell'Olanda e l'anno successivo un mappamondo in 18 tavole e una carta della Spagna, mentre nel 1606 realizzò un planisfero in proiezione cilindrica e poco dopo carte murali e numerosi atlanti tra cui lo Zeespiegel (Specchio del mare): una guida in due parti, rivolta alla navigazione nei mari settentrionali d'oriente e d'occidente, poi tradotto anche in inglese e francese, e riedito attorno al 1630 a scala maggiore. Successivamente produsse il Licht der Zeevaerdt (Fiaccola della navigazione), comprendente il Mar Mediterraneo: da allora in poi si instaurò la consuetudine di dedicare il terzo tomo dei portolani in folio a quel bacino.
La sua fama gli portò la nomina a cartografo della Compagnia delle Indie Orientali, l'ente governativo che promuoveva e controllava l'espansione territoriale e mercantile nei paesi orientali. Anche in tale prestigiosa carica gli succedette il figlio Jan, nominato cartografo della Compagnia nel 1633. La Compagnia diede un grande impulso alla cartografia assoldando i migliori cartografi e idrografi del periodo, tanto che verso la metà del XVIII secolo la cartografia copriva già pressoché per intero il globo terrestre.

### La cartografia moderna tradizionale
Nel XX secolo, a partire dagli anni '60 la cartografia si è sviluppata non più solo sotto l'esclusiva degli Istituti Idrografici, ma anche attraverso le iniziative di editori privati. In Francia sono state prodotte le carte chiamate Blondel, il cui cartografo Claude Vagnon per primo unì le carte nautiche ai materiali di stampa diversi dalla semplice carta. Furono infatti prodotte in plastica morbida e presentate piegate in formato A4; il materiale era prodotto dalla Du Pont. In seguito la casa editrice Librerie Maritime et d'Outre Mer (Parigi) ne proseguì la pubblicazione. Queste carte erano sempre in formato simile a quello degli Istituti Idrografici di dimensioni di circa 70 x 100 cm.
In Italia, nel 1975 nasce Nauticard, una casa editrice il cui cartografo era l'architetto Franco Spagnuolo, che inizia la propria produzione con le omonime piccole carte nautiche progettate per le barche minori. Interessarono comunque qualsiasi navigante che volesse risolvere il carteggio leggendo le tabelle stampate sul retro perché riportavano un prontuario di tutte le rotte e le distanze possibili da e per ogni porto di ciascuna zona rappresentata. Il formato di 22 x 23 cm e la stampa su cartoncino plastificato a 4 colori le resero di ampio successo. Il prodotto si evolve nel tempo con la pubblicazione di vere carte nautiche nel formato di 45 x 68 cm stampate direttamente su plastica PVC. Queste carte erano aggiornate rispetto alle carte ufficiali, con dati e localizzazioni di porti ed approdi utili al diporto ed avevano quale unico difetto quello di essere aggiornate con gli Avvisi ai Naviganti (AA. NN.) dell'Istituto Idrografico della Marina solo ad esaurimento delle scorte di magazzino e sostituzione con la successiva ristampa opportunamente aggiornata. La ristampa avveniva dopo diversi anni e rendeva le carte non sempre sostituibili alla cartografia ufficiale.
L'Istituto Idrografico della Marina inizia la produzione nel 2006 delle carte nautiche per il diporto, per raggiungere la fascia connessa di naviganti. Derivano dalla cartografia elettronica (ENC) con l'intento di produrre più facilmente una cartografia aggiornata ogni volta che viene prodotta una nuova edizione, derivando i soggetti direttamente dalla citata cartografia elettronica, notoriamente aggiornata in tempo reale. Le carte hanno un formato di 35,5 x 50 cm (A3) e sono stampate sulla stessa carta delle altre carte ufficiali, opportunamente trattate con una verniciatura post-stampa che le rende resistenti agli agenti atmosferici. Sono edite in fronte-retro come le precedenti Nauticard, con soggetti contigui. La produzione, però, si limita alle scale 1:100.000 - 1:30.000. Il sistema trova il suo collo di bottiglia nella necessità di produrre sempre delle scorte di magazzino, per poter evadere le richieste di mercato. Queste carte infatti sono soggette ad immagazzinamento e quindi all'invecchiamento dei dati riportati: le diverse edizioni riportano nel 2014 edizioni che oscillano tra il 2006 ed il 2012.
Negli anni più recenti (2011) Nauticard riprende la propria iniziativa editoriale con il nome Navimap con una serie completamente nuova di carte superando il problema dell'aggiornamento. Questa serie di carte è nel formato 47,7 x 69,7 cm e la stampa viene fatta sempre su plastica idrorepellente PVC. Ne è sempre cartografo l'architetto Franco Spagnuolo che ha predisposto la nuova serie a buon diritto definibile on demand. Lo scopo perseguito ed ottenuto è di ovviare al problema dell'aggiornamento eliminando il magazzino ed aggiornando annualmente gli impianti di stampa al 1º gennaio di ogni anno. Resta la stampa in fronte-retro definita Double-Face ed è introdotta la possibilità di scelta dei soggetti secondo le preferenze personali del navigante.

### La cartografia elettronica
Argomento a parte della cartografia nautica è quella definita elettronica, che deriva sempre dalla cartografia ufficiale essendo da questa digitalizzata con software speciali per essere utilizzata da hardware specifici, questo almeno era quanto avveniva inizialmente. Adesso molte informazioni, ad esempio sui fondali, arrivano direttamente in forma digitale, quindi si sono, frequentemente, ribaltate le procedure, si passa dal digitale alla stampa, attuando un aggiornamento delle ENC (vedi sotto) con tempi impensabili precedentemente. Per consentire all'utente di godere di questi vantaggi, il NOAA, da qualche anno, mette in commercio le carte natiche tramite il sistema POD (Print On Demand) garantendo così la stampa sempre aggiornata delle carte nautiche.
Navionics inizia per prima questa serie di prodotti nel 1984 e si scinde successivamente con la concorrente C-Map che si affianca nella produzione mondiale.
Gli istituti idrografici mondiali hanno definito successivamente uno standard di cartografia elettronica definita con il nome di ENC (Electronic Navigational Charts), utilizzata dagli apparati ECDIS (Electronic Chart Display and Information System) installati a bordo nave. Sulle imbarcazioni minori (anche da diporto) gli apparecchi che utilizzano le ENC sono denominati ECS (Electronic Chart System), ovvero i Chart Plotter o quelli che, impropriamente, sono denominati GPS, che possono essere di tipo marino o, banalmente, gli smartphone provvisti di geo localizzatore, tuttavia le ENC che vengono utilizzate con gli ECS, non essendo conformi alla norme IMO, rimangono un ausilio delle carte ufficiali obbligatorie.

## Classificazione delle carte

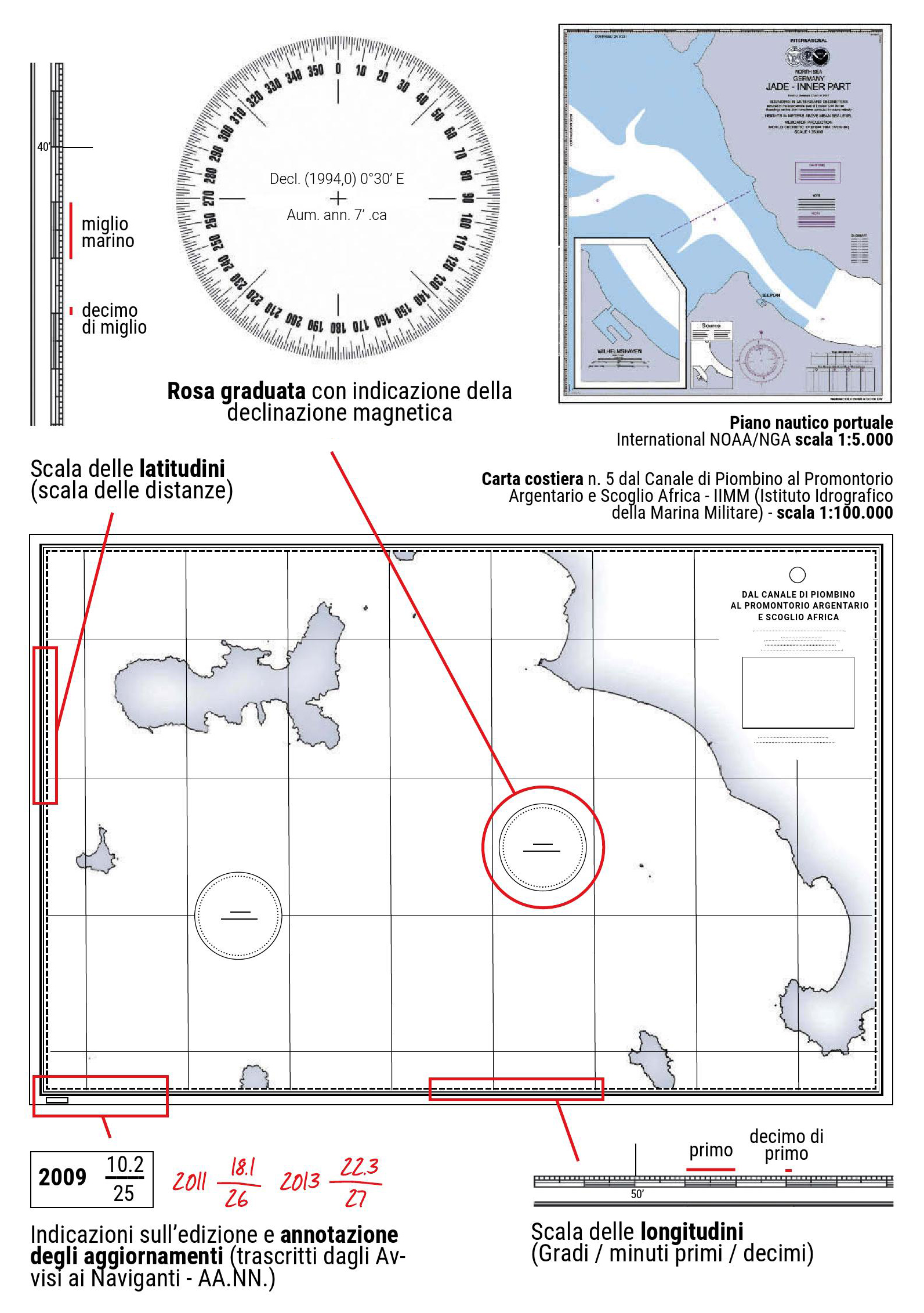
Esempi di carte nautiche ed elementi caratteristici

In base alla loro scala le carte vengono suddivise in:
- carte oceaniche: hanno una scala  a 1:3.000.000 o inferiore. Usano la proiezione di Mercatore.
- carte generali: hanno una scala fra 1:3.000.000 e 1:500.000. Utilizzate nella navigazione d'altura e non adatte per la navigazione costiera in quanto non riportano molti dettagli.
- carte costiere (o particolari): hanno una scala fra 1:500.000 e 1:50.000. Molto dettagliate, sono utili per la navigazione costiera.
- piani nautici: carte che utilizzano la proiezione gnomonica, di grande scala, ma che riportano il maggior numero possibile di dettagli relativamente alla loro scala.

Su tutte le tipologie di carte vengono riportati longitudine e latitudine, in cui la divisione dei primi è decimale e non in secondi. Inoltre vengono anche riportate la scala, la rappresentazione, la proiezione, la declinazione magnetica con il relativo anno di riferimento e le linee batimetriche. Sono riportati anche i segnalamenti compatibilmente con la scala, e con una simbologia standard. Non potendo riportare tutti i segnalamenti presenti, per la navigazione è necessario affidarsi anche a portolano, elenco dei fari e radioservizi per la navigazione.

## Stick charts delle isole Marshall
Nel 1862 un missionario americano fu il primo a parlare di come gli abitanti delle Isole Marshall abili navigatori su piroghe a bilancere, usassero da tempo immemore costruzioni di bastoncini di legno legati tra loro in funzione di carte nautiche chiamate maddo e rebbelith, che riportano informazioni oltre alla posizione delle isole e i tempi di percorrenza, anche sui venti che si possono incontrare sulla rotta. Queste mappe venivano usate nelle scuole per venire memorizzate ed utilizzate poi nella navigazione astronomica.